# Орлова
Орлова (на чешки: Orlová; на полски: Orłowa; на немски: Orlau) е град в окръг Карвина на Моравско-силезкия край на Чехия. Към началото на 2016 г. населението му е 29 524 жители. Разположен е в историческата област Тешинска Силезия.

## Градски части
- Орлова Место (Orlová-Město) Пощенски код 735 11
- Орлова Лази (Orlová-Lazy) Пощенски код 735 11
- Орлова Поруба (Orlová-Poruba) Пощенски код 735 13
- Орлова Лутине (Orlová-Lutyně) Пощенски код 735 14

## Побратимени градове
- Чеховице-Джеджице, Полша
- Илнау-Ефретикон (Illnau-Effretikon), Швейцария
- Ридултови (Rydułtowy), Полша